# Metamorphosis (Zero Hour)
Metamorphosis is een heruitgave van het eerste album van Zero Hour, uitgebracht in 2003 door Sensory.

## Track listing
1. "Eyes of Denial" – 4:42
2. "The System Remains" – 7:22
3. "Rebirth" – 5:49
4. "Voice of Reason" – 8:40
5. "A Passage" – 2:25
6. "I. Descent" – 3:45
7. "II. Awaken" – 4:33
8. "III. Union" – 5:44
9. "IV. Solace" – 1:03
10. "V. Ascent" – 2:01
11. "Eyes of Denial (Demo Versie)" – 3:57
12. "Jaded Eyes" – 3:29

## Band
- Erik Rosvold - Zanger
- Jasun Tipton - Gitarist
- Troy Tipton - Bassist
- Mike Guy - Drummer
- Matt Guillory - Toetsenist
- Phillip Bennett - Toetsenist
- Brittany Tipton - Zangeres